# Памела Андерсон
Па́мела Дені́з А́ндерсон (англ. Pamela Denise Anderson; нар. 1 липня 1967, Ледісміт, Британська Колумбія, Канада) — канадсько-американська акторка, фотомодель, ведуча, продюсерка, письменниця та професійна фітнес-тренерка. Активістка рухів «Люди за етичне ставлення до тварин» (PETA) та ВІЛ-СНІД активістка. Була секс-символом. 
За головну роль у драмі «Остання танцівниця» (2024) була номінована на центральні премії «сезону кінонагород», зокрема «Золотий глобус» і премію Гільдії кіноакторів США.

## Життєпис
Народилась 1 липня 1967 року Ледісміт, Британська Колумбія.
За її словами, її предки походили з Фінляндії: Мій дід був цілителем з Фінляндії. Наше справжнє прізвище Хюютіяйнен (Hyytiäinen). Приїхавши до Канади, дідусь назвався Андерсоном. Усі його брати теж змінили імена — підозрюю, що у Фінляндії вони здорово нашурубурили. Була одружена з музикантами Томмі Лі (барабанником Motley Crue) i Кідом Роком. Двічі одружена із Ріком Саломоном: 2007—2008 та 2014—2015 рр. У січні 2020 року таємно одружилася з продюсером Джоном Пітерсом («Народження зірки») На початку лютого заявила, що розлучилася з ним. 24 грудня 2020 року одружилася з 40-річним охоронцем Деном Гейгерстом.
Андерсон є вегетаріанкою.

## Кар'єра
У 1989 році Андерсон відвідала гру канадської футбольної ліги BC Lions на стадіоні BC Place у Ванкувері, де вона була зображена на джамботроні в футболці Labatt's Beer. Пивоварна компанія ненадовго найняла Андерсон як прес-модель. Надихнувшись цією подією, її тодішній бойфренд Ден Ілічіч створив плакат із її зображенням під назвою «Дівчина з блакитної зони».
Андерсон прибула в Лос-Анджелес для фотосесії, де вона з'явилася як дівчина з обкладинки журналу Playboy у жовтневому номері 1989 року. Згодом вона переїхала до Сполучених Штатів, де оселилася в Лос-Анджелесі, щоб продовжити кар'єру моделі. Playboy згодом обрав її дружкою місяця у випуску за лютий 1990 року, в якому вона з'явилася на портреті в центрі. Тоді Андерсон вирішила зробити операцію з імплантації грудей, збільшивши розмір свого бюста до 34D. Через кілька років вона знову збільшила свій бюст до 34DD. Її кар'єра Playboy тривала 22 роки, і вона з'явилася на обкладинках Playboy більше, ніж будь-яка інша модель. Вона також неодноразово з'являлася в спеціальних газетних кіосках видання. Андерсон написала передмову до журнальної книги Playboy's Greatest Covers. Після того, як Андерсон переїхала до Лос-Анджелеса, вона отримала другорядну роль Лізи, оригінальної «Tool Time Girl», у комедійному серіалі ABC Home Improvement.
Здобула популярність ролями у кількох телесеріалах, зокрема «Рятівники Малібу» (Baywatch), а також як модель журналу Playboy (Miss February 1990): У моїх грудей успішна кар'єра. А я так, просто ззаду ув'язалась.

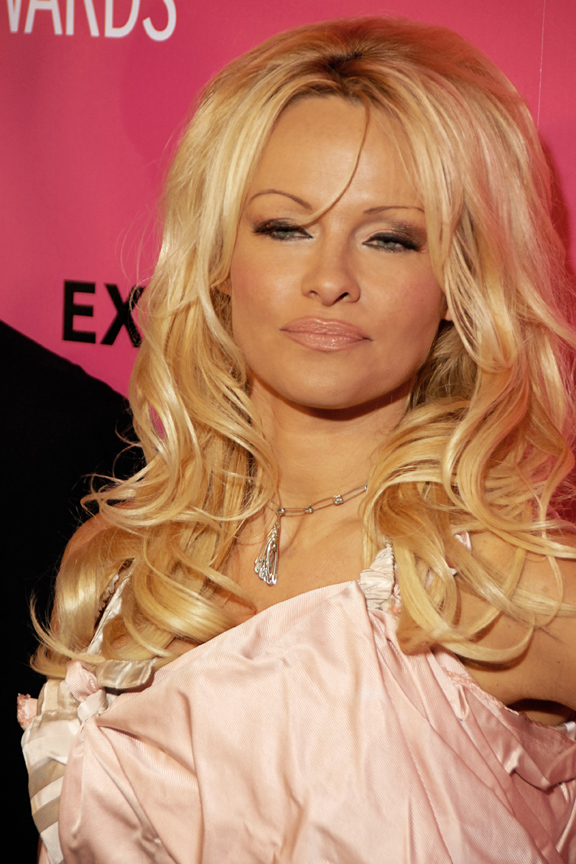
Андерсон в 2009 році

У травні 2004 року Андерсон знялася оголеною на обкладинці журналу Playboy. Пізніше вона позувала оголеною для журналів Stuff і GQ. Андерсон також була зображена на обкладинках модних журналів W, британського Marie Claire, Flare та Elle Canada, а також у редакційних статтях для російських Elle та V.
У березні 2006 року Андерсон отримала зірку на канадській Алеї слави. У квітні 2006 року вона була ведучою канадської церемонії вручення нагород Juno Awards, ставши першою не співачкою та моделлю, яка це зробила. Вона також з'явилася у псевдодокументальному фільмі 2006 року «Борат: Культурні дослідження Америки на благо славної нації Казахстану», в якому головний герой стає одержимий нею та планує викрасти та одружитися з нею. Наприкінці фільму вона з'являється в образі себе під час підписання книжок, протистоячи Борату під час інсценованого невдалого викрадення.
У грудні 2009 року Андерсон зіграла роль Джина з лампи в пантомімі «Аладдін» у Новому Вімблдонському театрі у Вімблдоні, на південному заході Лондона. Андерсон перейняла цю роль від комедійної акторки Рубі Вакс.
У 2024 році виконала головну роль 57-річної танцівниці у драмі «Остання танцівниця», чиє шоу, якому вона присвятила своє життя, зачиняється назавжди. Акторська робота Андерсон була вкрай високо сприйнята критиками і відзначена номінаціями на премію «Золотий глобус» і премію Гільдії кіноакторів США.

## Вибрана фільмографія

### Акторка
| Рік       |    | Українська назва                               | Оригінальна назва                                         | Роль                        |
| --------- | -- | ---------------------------------------------- | --------------------------------------------------------- | --------------------------- |
| 1990—1991 | с  | Одружені … та з дітьми                         | Married with Children                                     | Кеш'ю / Іветт               |
| 1990      | с  | Чарльз у відповіді                             | Charles in Charge                                         | Кріс                        |
| 1991      | с  |                                                | Married People                                            | Террі                       |
| 1991      | с  |                                                | Top of the Heap                                           | Ромона                      |
| 1991      | ф  | Взяття Беверлі-Гіллз                           | The Taking of Beverly Hills                               | група підтримки             |
| 1991—1997 | с  | Великий ремонт                                 | Home Improvement                                          | Ліза                        |
| 1992      | с  | Дні нашого життя                               | Days of Our Lives                                         | Сінді                       |
| 1992—1997 | с  | Рятівники Малібу                               | Baywatch                                                  | Сі Джей Паркер              |
| 1993      | ф  | Знак Дракона                                   | Snapdragon                                                | Фелісіті                    |
| 1994      | ф  | Гра в поліцейських                             | Raw Justice                                               | Сара                        |
| 1994      | тф | Помри зі мною                                  | Come Die with Me: A Mickey Spillane's Mike Hammer Mystery | Вельда                      |
| 1995      | в  | Рятівники Малібу: Заборонене рай               | Baywatch: Forbidden Paradise                              | Сі Джей Паркер              |
| 1996      | ф  | Не називай мене маленькою                      | Barb Wire                                                 | Барб Вайр                   |
| 1996      | ф  | Оголені душі                                   | Naked Souls                                               | Брітт                       |
| 1997      | с  | Няня                                           | The Nanny                                                 | Хізер                       |
| 1998—2002 | с  | VIP                                            | V.I.P.                                                    | Валлері Айронс              |
| 1999      | мс | Футурама                                       | Futurama                                                  | Діксі / Памела Андерсон     |
| 2001      | с  | Журнал мод                                     | Just Shoot Me!                                            | Памела Андерсон             |
| 2001      | вг | V.I.P.                                         | V.I.P.                                                    | Валлері Айронс              |
| 2002      | ф  | Скубі-Ду                                       | Scooby-Doo                                                | Памела Андерсон             |
| 2002      | с  | Цар гори                                       | King of the Hill                                          | Сінді                       |
| 2003      | с  | Клава, давай!                                  | Less Than Perfect                                         | Віккі Деворські             |
| 2003—2004 | мс | Стріпперелла                                   | Stripperella                                              | Стріпперелла                |
| 2003      | тф | Гавайське весілля                              | Baywatch: Hawaiian Wedding                                | Сі Джей                     |
| 2003      | ф  | Полі Шор мертвий                               | Pauly Shore Is Dead                                       | Памела Андерсон             |
| 2003      | ф  | Дуже страшне кіно 3                            | Scary Movie 3                                             | Бекка                       |
| 2005      | с  | 8 простих правил для друга моєї дочки-підлітка | 8 Simple Rules... for Dating My Teenage Daughter          | Шеріл                       |
| 2005      | с  |                                                | MADtv                                                     | різні ролі                  |
| 2005—2006 | с  | Блондинка в книжковій крамниці                 | Stacked                                                   | Скайлер Дайсон              |
| 2007      | ф  | Блондинка і блондинка                          | Blonde and Blonder                                        | Ді                          |
| 2008      | ф  | Супергеройське кіно                            | Superhero Movie                                           | Дівчина-невидимка           |
| 2008      | с  | Кет і Кім                                      | Kath & Kim                                                | Памела Андерсон             |
| 2010      | ф  | Літо в Коста-Риці                              | Costa Rican Summer                                        | Памела Андерсон             |
| 2010      | кф | Пасажир                                        | The Commuter                                              | гість                       |
| 2011      | в  | Голлівуд для початківців                       | Hollywood & Wine                                          | Дженніфер Мері              |
| 2011      | тф | Різдвяне шоу Расселла Пітерса                  | A Russell Peters Christmas Special                        |                             |
| 2013      | с  | Пакетна угоду                                  | Package Deal                                              | доктор Сінді Форбс          |
| 2013      | с  |                                                | Fra Sydhavn til West Coast                                |                             |
| 2014      | ф  | Джекхаммер                                     | Jackhammer                                                | шанувальниця                |
| 2015      | ф  | Що коять чоловіки! 2                           | Chto tvoryat muzhchiny! 2                                 | Памела Андерсон             |
| 2015      | ф  |                                                | The People Garden                                         | Сигне                       |
| 2015      | кф |                                                | Connected                                                 | Джекі                       |
| 2017      | с  | (мінісеріал)                                   | Sur-Vie                                                   | Ракель Роуз                 |
| 2017      | ф  | Рятувальники Малібу                            | Baywatch                                                  | Кейсі Джин (Сі Джей) Паркер |
| 2017      | ф  | Сонцезахисний крем                             | SPF-18                                                    | камео                       |
| 2018      | ф  | Плейбой під прикриттям                         | Nicky Larson et le parfum de Cupidon                      | Джессіка Фокс               |
| 2024      | ф  | Остання танцівниця                             | The Last Showgirl                                         | Шеллі Гарднер               |
| 2025      | ф  | Голий пістолет                                 | The Naked Gun                                             | Бет                         |

### Продюсерка
| Рік       |     | Українська назва               | Оригінальна назва       | Роль                |
| --------- | --- | ------------------------------ | ----------------------- | ------------------- |
| 1998—2002 | с   | VIP                            | V.I.P.                  | виконавчий продюсер |
| 2005—2006 | с   | Блондинка в книжковій крамниці | Stacked                 | продюсер            |
| 2007      | ф   | Блондинка і блондинка          | Blonde and Blonder      | виконавчий продюсер |
| 2008      | с   |                                | Pam: Girl on the Loose  | виконавчий продюсер |
| 2015      | док |                                | This Changes Everything | виконавчий продюсер |